# حکایت‌های مریخ
حکایت‌های مریخ نام کتابی است اثر ری بردبری نویسندهٔ آمریکایی که آن را یکی از کلاسیک‌های سبک علمی-تخیلی می‌دانند. کتاب اولین بار در سال ۱۹۵۰ میلادی به چاپ رسیده و پس از آن چندین و چند بار تجدید چاپ شده‌است.
حکایت‌های مریخ تاکنون به چند زبان برگردانده شده‌است. جالب آنکه بر چاپ اسپانیولی آن خورخه لوییس بورخس شاعر و خیال‌پردازی‌نویس نامدار اسپانیولی‌زبان مقدمه‌ای نوشته‌است.
نکتهٔ جالب در مورد این کتاب بحث علمی-تخیلی بودن یا نبودن آن است. خود بردبری در نقل قولی به صراحت اعلام می‌کند که این کتاب علمی-تخیلی نیست و امید است که چون اسطوره‌ها مانا باشد.
«علمی-تخیلی توصیف واقعیت است و خیال‌پردازی شرحی خیال‌پردازانه. از این روست که حکایت‌های مریخ علمی-تخیلی نیست، خیال‌پردازی است. معلوم است که ممکن نیست چنان اتفاقاتی روی دهد. به همین دلیل است که اثری ماندگار خواهد بود، چون همانند اساطیر یونان است و اسطوره‌ها مانا هستند.»
فضای وهم‌آلود کتاب هم خود به خواننده چنین می‌گوید. اما این کتاب چنانکه گفته شد علمی-تخیلی خوانده می‌شود و تحت این عنوان هم چاپ می‌شود.
بحث دیگر در مورد این کتاب، برگردان نام کتاب به فارسی است.از گذشته نام این کتاب به «تاریخچهٔ مریخ» یا جز آن «وقایع‌نگاری مریخ» برگردانده شده‌است.
کتاب مجموعهٔ چند داستان است که با میان‌پرده‌هایی به هم متصل شده‌اند و تاریخ آینده را بیان می‌کنند:
- ژانویه ۱۹۹۹: تابستان موشکی
- فوریه ۱۹۹۹:ییللا
- اوت ۱۹۹۹: شب تابستانی
- اوت ۱۹۹۹: زمینی‌ها
- مارس ۲۰۰۰: مالیات‌دهنده
- آوریل ۲۰۰۰: هیأت سوم
- ژوئن ۲۰۰۱:...هم‌چنان دل عاشق است و ماه تابان
- اوت ۲۰۰۱: مهاجران
- دسامبر ۲۰۰۱: بامداد سبز
- فوریه ۲۰۰۲: ملخ‌ها
- اوت ۲۰۰۲: ملاقات شبانه
- اکتبر ۲۰۰۲: ساحل
- فوریه ۲۰۰۳: گذر
- آوریل ۲۰۰۳: نغمه‌پردازان
- ژوئن ۲۰۰۳: راهی در میان آسمان
- ۲۰۰۴-۲۰۰۵: نامیدن نامها
- آوریل ۲۰۰۵: آشر II
- اوت ۲۰۰۵: مردمان سالخورده
- سپتامبر ۲۰۰۵: مریخی
- نوامبر ۲۰۰۵: چمدان‌فروشی
- نوامبر ۲۰۰۵: فصل تعطیلی
- نوامبر ۲۰۰۵: تماشاگران
- دسامبر ۲۰۰۵: شهرهای خاموش
- آوریل ۲۰۲۶: سالهای دراز
- اوت ۲۰۲۶: نم‌نم باران‌ها خواهند آمد
- اکتبر ۲۰۲۶: گردش هزارهزار ساله

## برگردان به فارسی
این اثر به فارسی ترجمه شده و توسط انتشارات پریان (پنجره) در دست چاپ است. مقدمه‌ی این مجموعه از اسپانیایی به فارسی ترجمه شده‌است.
برگردان‌های این مجموعه داستان به فارسی:
- بردبری، ری (۱۳۹۱). حکایت‌های مریخ. ترجمهٔ مهدی بنواری. تهران: انتشارات پریان. ص. ۳۴۸. شابک ۹۷۸-۶۰۰-۹۳۰۶۷-۶-۳.
- بردبری، ری (۱۳۹۱). حکایت‌های مریخی. ترجمهٔ علی شیعه‌علی. تهران: انتشارات سبزان. ص. ۴۰۰. شابک ۹۷۸-۶۰۰-۱۱۷-۰۷۵-۱.

## داستان‌های منتشر شده به فارسی
- ری بردبری (تابستان ۱۳۸۶). «پیوند به ترجمه داستان کوتاه «اوت ۱۹۹۹: مردان زمینی»». فصلنامه فرهنگی‌هنری جشن کتاب. بایگانی‌شده از اصلی در ۲۵ ژوئیه ۲۰۱۳. دریافت‌شده در ۴ آذر ۱۳۹۱.
- ری بردبری (۳۰ دی ۱۳۸۵). «پیوند به ترجمه داستان کوتاه «ژوئن ۲۰۰۱: ...هم‌چنان دل عاشق است و ماه تابان»». آکادمی فانتزی. بایگانی‌شده از اصلی در ۷ سپتامبر ۲۰۱۲. دریافت‌شده در ۴ آذر ۱۳۹۱.